# Шанцев, Николай Михайлович
Николай Михайлович Шанцев — советский хозяйственный и государственный деятель, лауреат Государственной премии СССР за выдающиеся достижения в труде.

## Биография
Родился в 1927 году в селе Развильное. Член КПСС.
Участник Великой Отечественной войны в составе в составе 1-го Балтийского ФЭ КБФ, участник борьбы с националистическим подпольем в составе в/ч 22966 и 63-го усп Львовского военного округа
Окончил КУОПП им. С. М. Кирова ВМФ.
В 1954—1987 — докер, бригадир докеров-механизаторов порта Ванино.
За высокую эффективность и качество работы на транспорте был в составе коллектива удостоен Государственной премии СССР за выдающиеся достижения в труде 1981 года.
Умер в 1994 году в Ванино.

## Награды
- Орден Октябрьской Революции
- Орден Отечественной войны II степени (23.12.1985)
- Орден Трудового Красного Знамени